# 費利斯城 (加利福尼亞州)
費利西蒂（英語：Felicity）是位於美國加利福尼亞州因皮里爾縣的一個非建制地區。該地的面積和人口皆未知。市長聲稱人口為15人.

## 地理
費利西蒂的座標為32°45′01″N 114°45′55″W / 32.75028°N 114.76528°W，而該地的平均海拔高度為87米（即285英尺）。